# ガリナ・クラコワ
ガリナ・クラコワ（Galina Alexeyevna Kulakova、ロシア語: Гали́на Алексе́евна Кулако́ва、1942年4月29日 - ）はソビエト連邦ウドムルト自治ソビエト社会主義共和国（現在のロシア連邦共和国ウドムルト共和国）東部Logachi村出身の元クロスカントリースキー選手。冬季オリンピックに4度出場し計8個のメダルを獲得した。

## プロフィール
自身初のオリンピックとなる1968年グルノーブルオリンピックの5kmで銀、リレーで銅と2個のメダルを獲得、10kmで6位と活躍し、女子クロスカントリースキー界の第一人者への道を歩みはじめた。
1970年ノルディックスキー世界選手権では金メダル2個、1972年札幌オリンピックと1974年ノルディックスキー世界選手権ではともに金メダルを3個ずつ獲得し、1970年代を代表する選手となった。1972年にはレーニン勲章を受章した。
1976年インスブルックオリンピックも有力選手として出場、最初の種目である5kmではヘレナ・タカロ（フィンランド）、ライサ・スメタニナ（ソビエト連邦）に次いで3番目のタイムでゴールしたが、禁止薬物のエンフェドリンを含む鼻炎スプレーを使用したため失格となった。しかしながらその後の10kmとリレーへの出場は認められ、10kmでは銅メダル、リレーでは金メダルを獲得した。
1978年ノルディックスキー世界選手権では20km銀メダル、リレーで銅メダルを獲得。1980年、4度目のオリンピックとなったレークプラシッドオリンピックでもリレーで銀メダルを獲得した。
その他1970年と1979年のホルメンコーレンスキー大会10kmで優勝、1978-1979シーズンのクロスカントリースキー・ワールドカップテスト大会で総合優勝。また1969年から1981年の間にソビエト連邦選手権で計39個のタイトルを獲得した。
1982年限りで現役を引退、1984年にはオリンピックオーダー銀賞を受賞した。